# Федорянка
Федорянка — хутор в Кущёвском районе Краснодарского края.
Входит в состав Новомихайловского сельского поселения.

## География
Находится в северной части Приазово-Кубанской равнины. Расположен на правом берегу Куго-Еи в 24 км к востоку от станицы Кущёвская.

## Население
| 2002 | 2010 |
| ---- | ---- |
| 8    | ↘7   |